# 薩穆埃萊·里奇
薩穆埃萊·里奇（義大利語：Samuele Ricci；2001年8月21日—），意大利足球運動員，現時效力於意甲球會AC米蘭、意大利國家足球隊，司職中場。

## 俱樂部生涯
里奇出道於恩波利青訓營，他被認為是意大利最有前途的天才之一。
2019年4月，里奇第一次被徵召到恩波利成年隊，雖然進入到18人大名單，但他最終坐在替補席，未能上場比賽。
2019年9月21日，里奇在對陣奇塔代拉的比賽中，完成了職業聯賽的首秀，第67分鐘，他換下萊奧·斯圖拉奇（Leo Stulac），首次代表俱樂部出場。里奇在自己的第一個賽季，共為球隊出場30次，成為了球隊中場主力，並且成為球隊的關鍵球員。
2020-21賽季，里奇代表球隊出戰36場比賽，打進2球。在對陣沙勒尼塔納的比賽中，里奇打進了代表恩波利俱樂部的第一個進球，最終這一賽季他與球隊一起贏得了意乙聯賽冠軍。
在2021-22賽季，里奇在對陣拉齐奥的比賽中，上演了自己的意甲首秀。第6輪對陣博洛尼亞的比賽中，里奇攻入意甲首球。而在第10輪對陣國際米蘭的比賽中，因飛鏟，里奇被主裁判直接出示紅牌罰下。
拖連奴官方宣佈，正式以租借外加有條件強制買斷的方式從恩波利簽下意大利國腳薩穆埃萊·里奇。
2025年7月3日，里奇以2300万欧元+150万欧元奖金的转会费从都灵加盟AC米兰，签约至2029年6月30日，他选择了身披4号球衣。

## 國家隊生涯
2018年，里奇參加了歐洲U-17足球錦標賽，幫助意大利打進決賽，不過在點球大戰中負於荷蘭，奪得亞軍。里奇參加了意大利U17的所有5場比賽，並在決賽中打進一球。
2018-19賽季的時候，17歲的里奇連跳兩級為意大利19歲以下國家青年隊效力。

## 外部連結
- Soccerway資料庫：薩穆埃萊·里奇